# Герстхајм
Герстхајм (фр. Gerstheim) насеље је и општина у источној Француској у региону Алзас, у департману Доња Рајна која припада префектури Селестат Ерштајн.
По подацима из 2005. године у општини је живело 2797 становника, а густина насељености је износила 169 становника/km². Општина се простире на површини од 16,42 km². Налази се на средњој надморској висини од 154 метара (максималној 157 m, а минималној 149 m).

## Демографија
| 1962. | 1968. | 1975. | 1982. | 1990. | 1999. | 2011. |
| ----- | ----- | ----- | ----- | ----- | ----- | ----- |
| 1.690 | 2.057 | 2.830 | 3.008 | 2.808 | 2.785 | 3.242 |

График промене броја становника у току последњих година